# Agonocryptus brevicauda
Agonocryptus brevicauda là một loài tò vò trong họ Ichneumonidae.